# 画眉笛鲷
画眉笛鲷（学名：Lutjanus vitta），又名縱帶笛鯛，为笛鲷科笛鲷属的鱼类，俗名赤笔、红鸡。分布于印度尼西亚至朝鲜、日本以及中国南海、东海、台湾海峡南部等海域，属于热带和亚热带沿岸浅海近底层鱼类。

## 分布
本魚分布於印度西太平洋區，包括塞席爾群島、馬爾地夫、阿曼灣、斯里蘭卡、印度、安達曼海、泰國、緬甸、馬來西亞、菲律賓、印尼、琉球群島、台灣、中國沿海、新幾內亞、萊恩群島、馬里亞納群島、帛琉、密克羅尼西亞、馬紹爾群島、諾魯、斐濟群島、萬納杜、薩摩亞、澳洲、所羅門群島、吉里巴斯等海域。

## 深度
水深10至70公尺。

## 特徵
本魚體長橢圓形，背緣呈弧狀彎曲。兩眼間隔平坦。前鰓蓋缺刻不顯著。上下頜具細齒多列，外列齒稍擴大，上頜前端具4犬齒，內列齒絨毛狀；下頜具一列稀疏細尖齒，後方者稍擴大；鋤骨齒帶三角形，其後方具有突出部；腭骨亦具絨毛狀齒；舌面無齒。體被中大櫛鱗，頰部及鰓蓋具多列鱗；前鰓蓋骨後部下緣具鱗；背鰭鰭條部及臀鰭基部具細鱗；側線鱗數49至51枚；側線上方的鱗片斜向後背緣排列，下方的鱗片則與體軸平行。體淺紅色，體側中央從吻端經眼到尾鰭基有一條黃褐色細縱帶，此帶在尾部色較淡。尾柄處在縱帶上方形成一黃色斑。另在背鰭之軟條硬棘交接處的縱帶具有黑褐之不明顯斑條紋，此幼魚時期較為明顯。背鰭硬棘10枚，軟條13枚；臀鰭硬棘3枚，軟條8枚；胸鰭長，末端達臀鰭起點；尾鰭內凹。體長可達35公分。

## 生態
常見於珊瑚礁或岩礁最外緣與砂泥地交界處。常成群棲息或覓食。以甲殼類及魚類等為食物。

## 經濟利用
屬於高價值經濟之食用魚，可切片作生魚片，體型小者可煮味增湯。另外也可作為觀賞魚。